# El gran teatro del mundo

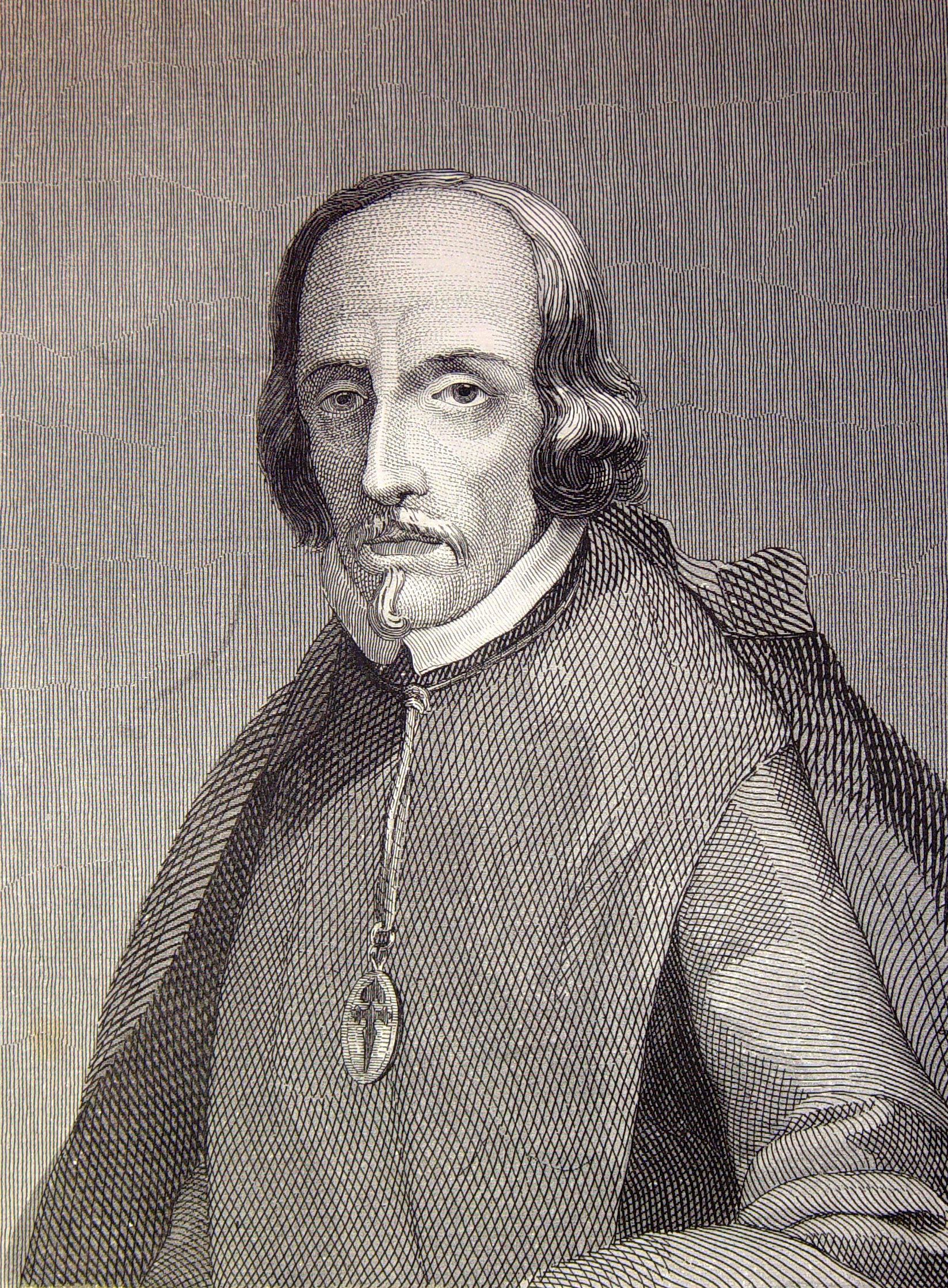
Retrato de Pedro Calderón de la Barca, autor de El gran teatro del mundo.

El gran teatro del mundo es un auto sacramental del dramaturgo español del siglo XVII Pedro Calderón de la Barca. Pertenece al género dramático. Fue publicado por primera vez en 1655, y puede que hubiera sido escrito en la década de 1630. Es el auto sacramental más famoso de Calderón.

## Datación
La primera edición de la obra se produjo con la publicación en Madrid, en 1655, de un volumen de autos sacramentales de Calderón. En cuanto a la fecha de escritura, N. D. Shergold sostuvo que esta debía situarse entre 1633 y 1636. Se sabe que la obra se representó durante las fiestas del Corpus Christi de Valencia de 1641, probablemente por la compañía de Antonio de Prado, aunque se cree que pudiera haber sido escrita para el Corpus de Madrid de unos años antes, si bien no se ha conservado documentación que atestigüe esa primera representación madrileña. Se sabe asimismo que este auto fue representado, por parte de la compañía de Magdalena López, en el Corpus de Sevilla de 1675. Una edición importante fue la de Pedro de Pando y Mier (1717), que ofrece lecturas bastante mejores que la edición antigua de 1655 y dice haber recurrido a manuscritos originales del Archivo de la Villa de Madrid.

## Estructura
Ángel Valbuena Prat veía en la obra cinco momentos fundamentales:
1. El Autor explica al Mundo la labor de su Creación y los fundamentos teológicos de la misma.
2. Los personajes se presentan al Mundo, quien les da los trajes para la representación.
3. Representación de la comedia de la vida, cuyo título es Obrad bien, que Dios es Dios.
4. Terminada la comedia, el Mundo quita a todos sus trajes.
5. Los personajes se dirigen al Mundo para presentarse ante el Autor, tras lo cual este convida a los que han representado bien la obra al banquete eucarístico.

Eugenio Frutos admite también los cinco puntos de esta estructura. Valbuena advierte que el punto segundo parece anticipar la idea que expuso Luigi Pirandello en Seis personajes en busca de autor, y el punto cuarto parece evocar las Danzas de la Muerte medievales. Advierte Enrique Rull que esta estructura es sin duda evidente y la única objeción que
cabe hacerle es que el primer punto es un verdadero prólogo y el último un auténtico epílogo. En esta línea, G. Cirot propuso en 1941 otra estructura en tres actos:
1. Las órdenes dadas por el Autor
2. Los actores en escena
3. Los actores en el vestuario[3]

## Temas y fuentes

### La vida como teatro
El tema fundamental que articula este auto de Calderón es el tópico literario del Theatrum mundi, el mundo como un teatro donde cada ser humano representa un papel social. La imagen de la vida humana como un teatro puede rastrearse desde la Antigüedad en los filósofos pitagóricos y según Ernst Robert Curtius (1948) el tópico de "la tragedia y la comedia de la vida" se remonta a dos obras de Platón: el Filebo (50, b) y sus Leyes (I, 644 y VII, 803). Se divulga sobre todo en la obra de los estoicos, en particular en las Epístolas morales a Lucilio de Séneca y el Enquiridion de Epícteto, divulgado por Erasmo de Róterdam y sus discípulos, entre ellos Cervantes (Quijote, II, 12). El propio Pedro Calderón de la Barca había ya desarrollado el tema en su comedia Saber del mal y del bien e incluso antes ya tuvo el concepto presente Lope de Vega en su comedia Lo fingido verdadero. Era un tema habitual en los sermones barrocos.
Séneca trata el tema en sus epístolas LXXVI y LXXVII:
Ninguno de esos que ves vestidos de púrpura es más feliz que aquellos a quienes la ficción escénica hacen que lleven cetro y clámide; ufanamente a presencia del pueblo pasearon coturnados y solemnes; pero así que abandonan la escena se descalzan y vuelven a su estatura [...] La vida es drama, donde importa no cuánto duró, sino cómo se representó.
Pero es particular el texto de Epicteto la clave para la difusión de la imagen del theatrum mundi en el Renacimiento europeo. También autores cristianos, como Pablo de Tarso, Clemente de Alejandría o Agustín de Hipona la utilizaron. Según el ya citado Ernst Robert Curtius, el texto que fundamentalmente propició la popularidad de este tema durante los siglos XVI y XVII fue el Policraticus de Juan de Salisbury, del siglo XII. Sin embargo, Antonio Rey Hazas y Florencio Sevilla Arroyo defendieron que la penetración de ese tema en la literatura española se debía más bien a la labor de asimilación que Erasmo de Róterdam hiciera de las Epístolas de Séneca y los Diálogos de Luciano de Samosata. 
La primera obra literaria española en que aparecería esta imagen sería el Crotalón, un diálogo renacentista de inspiración erasmista y lucianesca compuesto hacia 1552 o 1553. Posteriormente, se convertiría en un lugar común frecuente en la literatura española de los Siglos de Oro, en obras como la Diana enamorada de Gaspar Gil Polo, Guzmán de Alfarache de Mateo Alemán o el Quijote. Un precedente interesante de El gran teatro del mundo sería la Comedia intitulada Doleria (1572) de Pedro Hurtado de la Vera, por cuanto es la primera en que aparece Dios como autor de la obra teatral que es el mundo.

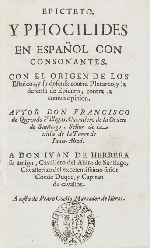
Portada del Epicteto y Phocílides en español con consonantes, de Francisco de Quevedo, una de las posibles fuentes de El gran teatro del mundo.

Ángel Valbuena Prat propuso como fuente directa del tema del teatro del mundo en Calderón un fragmento de una obra de Quevedo, el Epicteto y Phocílides en español con consonantes (Madrid, 1635):

No olvides que es comedia nuestra vida 
 y teatro de farsa el mundo todo, 
 que muda el aparato por instantes 
 y que todos en él somos farsantes; 
 acuérdate que Dios, de esta comedia 
 de argumento tan grande y tan difuso,  
 es [el] autor que la hizo y la compuso. 
 Al que dio papel breve
 solo le tocó hacerle como debe; 
 y, al que se le dio largo,
 solo el hacerle bien dejó a su cargo.
 Si te mandó que hicieses 
la persona de un pobre o un esclavo,
de un rey o de un tullido,
haz el papel que Dios te ha repartido;
 pues solo está a tu cuenta
 hacer con perfección el personaje
en obras, en acciones, en lenguaje;
que, al repartir los dichos y papeles,
la representación, o mucha o poca,
solo al autor de la comedia toca.

Por su parte, Antonio Vilanova negó que esta obra de Quevedo fuera necesariamente la fuente directa de Calderón, pues, en su opinión, la tradición de Epicteto y Luciano en la que se inserta el auto de Calderón estaba ya suficientemente extendida en España, con diversas traducciones, como la que Francisco Sánchez de las Brozas hiciera en 1612 con el título Doctrina del estoico filósofo Epicteto que se llama comúnmente Enchiridion; los Diálogos morales traducidos en 1621 por Francisco de Herrera Maldonado o la traducción de Epícteto de Gonzalo Correas.
Por otra parte, Antonio Rey Hazas y Florencio Sevilla Arroyo señalaron la relación entre el tema del teatro del mundo y la tradición medieval de las danzas de la muerte o danzas macabras. La danza de la muerte medieval había tenido continuidad en el siglo XVI en obras como la Barca de la Gloria (1519) de Gil Vicente, la Farsa de la Muerte (1536) de Diego Sánchez de Badajoz o el Coloquio de la Muerte (1540) de Sebastián de Horozco. En palabras de estos críticos

Todas estas obras, aunque explícitamente sean ajenas al tema del mundo como teatro, lo implican porque, al igual que el auto de Calderón, su construcción dramática parte del final, del momento en que la muerte llega a cada personaje y se produce el consiguiente juicio divino que premia o castiga, de verdad y para siempre, la fugaz y ficticia farsa de la vida terrena. Asimismo, los personajes son arquetipos representativos de grupos sociales y carentes de toda individualidad, por lo que el significado de las piezas, como en Calderón, es social y moral al mismo tiempo. De igual manera, la estructura de estas piececillas del siglo XVI, a pesar de su esquematismo lógico y simple, es muy parecida a la de El gran teatro del mundo, pues no hay apenas acción, y se centran, como aquí, en el mero diálogo de los tipos sociales con un personaje central que suele ser la muerte o el diablo (no Dios).

También Ignacio Arellano ha señalado el parentesco entre la estructura de El gran teatro del mundo y la de las danzas de la muerte medievales.

## Ediciones
El texto de la edición de 1655 no parece a su editor Enrique Rull muy fiable, aunque es la más antigua; más lo parecen las lecturas y correcciones que ofrece la edición de Pedro de Pando y Mier (1717), quien dice haber consultado "originales del Archivo de la Villa de Madrid", pero tampoco es completamente satisfaccioria. John Jay Allen y Domingo Ynduráin editaron la pieza en 1997 llegando a una especie de texto ecléctico entre las dos. También son útiles por su anotación las ediciones de Ángel Valbuena Prat (Espasa-Calpe, Clásicos Castellanos, 1926 y ss., Madrid, y Obras completas, III, Aguilar, 1952, Madrid; la séptima ed. puesta al día es de 1959, en Ebro, de Zaragoza). Otras ediciones modernas son las de Eugenio Frutos Cortés (Cátedra; Madrid; 1974) y Arturo Rey Hazas y Florencio Sevilla Arroyo (Planeta; Barcelona; 1991). La última es la de Enrique Rull Fernández (Autos sacramentales II, Madrid: Biblioteca Castro, 1997).